# Fuqua School of Business
La Fuqua School of Business è una scuola universitaria di specializzazione in economia aziendale dell'Università Duke (Duke University) nei pressi di Durham, nella Carolina del Nord, Stati Uniti. Rilascia lauree di secondo livello (Master) e di dottorato di ricerca(PhD).

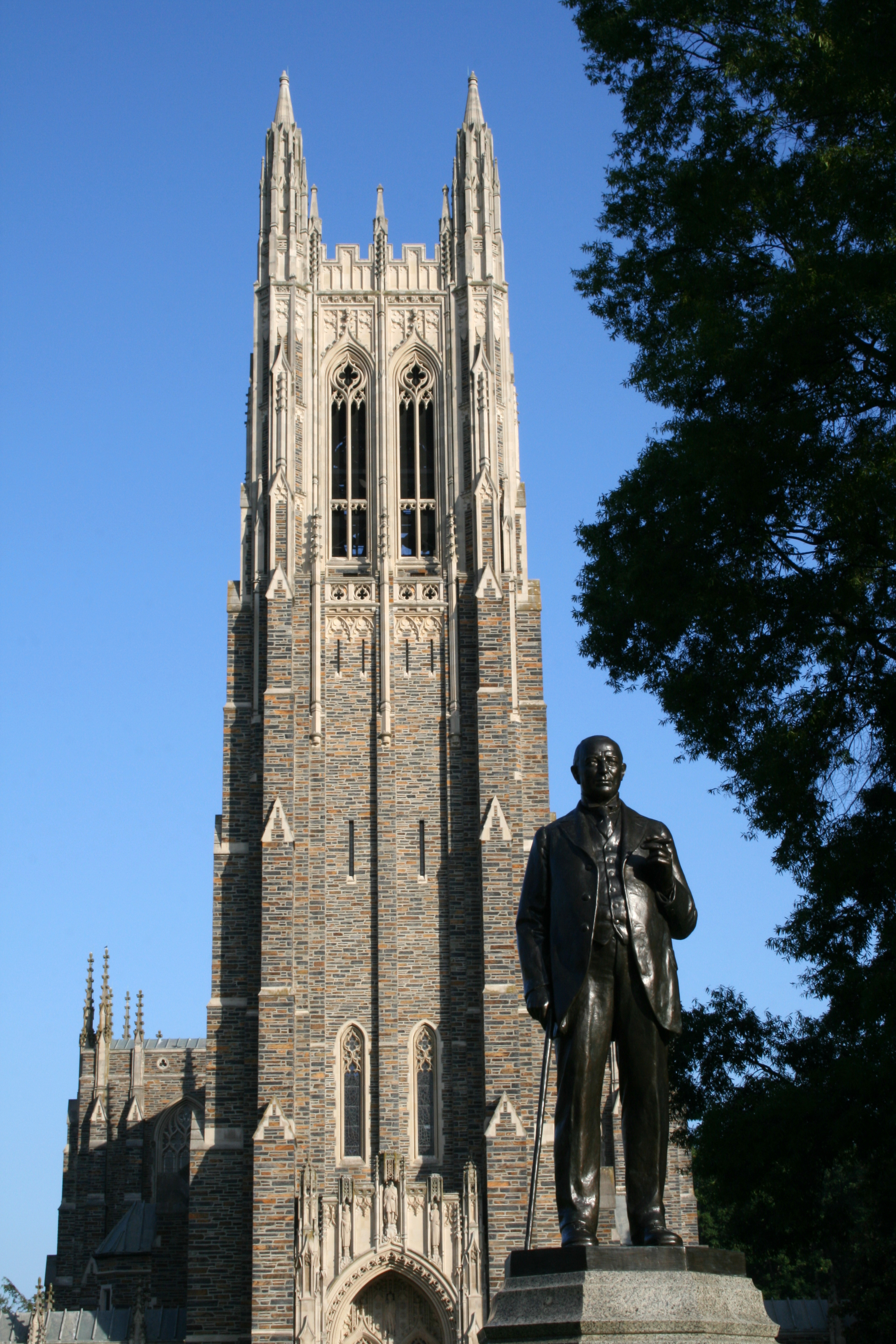
Vista della Cappella della Università Duke

## Storia
Fondata nel 1971, la scuola offre programmi a tempo pieno e a tempo parziale per il conseguimento di MBA e PhD (dottorato di ricerca) in economia aziendale e finanza.

## Ranking
Nelle graduatorie internazionali per il 2012, la Fuqua School of Business è classificata al 15º posto dal Financial Times, e al 29º posto da The Economist. BusinessWeek classifica la Fuqua al 6º posto tra le business school americane mentre U.S. News and World Reports la pone al 12º posto tra i programmi per MBA presso università americane.

## MBA e PhD
La Fuqua School of Business propone numerosi MBA (Master in Business Administration) anche a tempo parziale per manager (Executive MBA) anche unitamente ad altre scuole di specializzazione della stessa Università (ad esempio, medicina con MBA, laurea in giurisprudenza con MBA etc.) e offre, inoltre, programmi di dottorato di ricerca in sette discipline: Contabilità, Scienze delle decisioni, Finanza, Management e Organizzazione, Marketing, Produzione, e Strategia.